# Giro di Danimarca

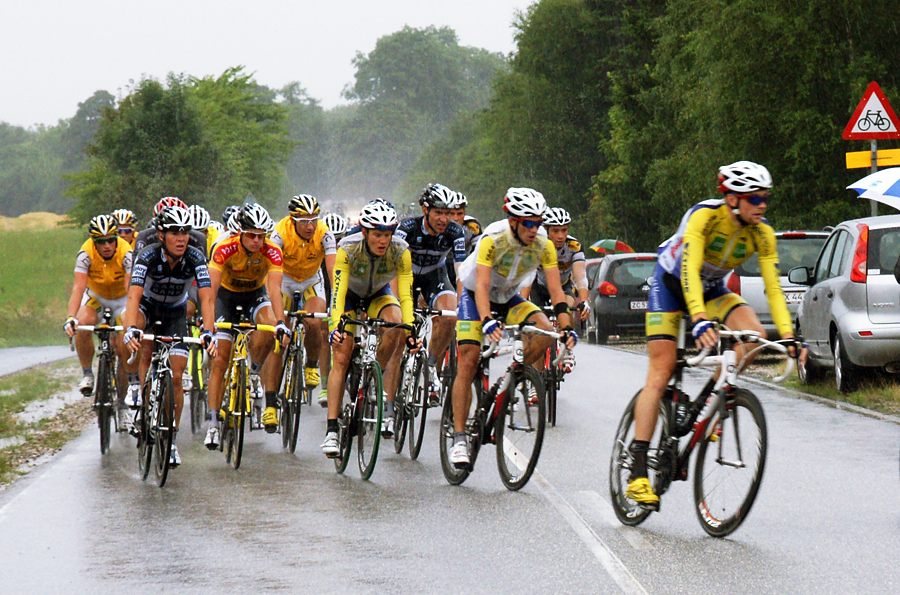
Giro di Danimarca 2010

Il Giro di Danimarca (in danese: Danmark Rundt) è una corsa a tappe maschile di ciclismo su strada che si svolge in Danimarca ogni anno ad agosto. Dal 2005 ha fatto parte del circuito continentale UCI Europe Tour come evento di classe 2.HC., dal 2021 fa parte del calendario dell'UCI ProSeries come prova di classe 2.Pro.
La corsa è stata configurata come vera e propria gara a tappe esclusivamente a partire dall'edizione del 1985.

## Albo d'oro
Aggiornato all'edizione 2025.
| Anno    | Vincitore                             | Secondo                               | Terzo                                 |
| ------- | ------------------------------------- | ------------------------------------- | ------------------------------------- |
| 1985    | Moreno Argentin                       | Kim Andersen                          | Étienne De Wilde                      |
| 1986    | Jesper Worre                          | Jørgen Vagn Pedersen                  | Jelle Nijdam                          |
| 1987    | Kim Andersen                          | Rolf Sørensen                         | Søren Lilholt                         |
| 1988    | Phil Anderson                         | Rolf Sørensen                         | Søren Lilholt                         |
| 1989-94 | non disputati                         | non disputati                         | non disputati                         |
| 1995    | Bjarne Riis                           | Bo Hamburger                          | Kaspars Ozers                         |
| 1996    | Fabrizio Guidi                        | Rolf Sørensen                         | Bjarne Riis                           |
| 1997    | Servais Knaven                        | Peter Meinert Nielsen                 | Jesper Skibby                         |
| 1998    | Marc Streel                           | Rolf Sørensen                         | Peter Meinert Nielsen                 |
| 1999    | Tyler Hamilton                        | Rolf Sørensen                         | Martin Hvastija                       |
| 2000    | Rolf Sørensen                         | Andreas Klöden                        | Stéphane Barthe                       |
| 2001    | David Millar                          | Jaan Kirsipuu                         | Daniele Nardello                      |
| 2002    | Jakob Piil                            | Kurt Asle Arvesen                     | László Bodrogi                        |
| 2003    | Sebastian Lang                        | Jurgen Van Goolen                     | Laurent Brochard                      |
| 2004    | Kurt Asle Arvesen                     | Jens Voigt                            | Stuart O'Grady                        |
| 2005    | Ivan Basso                            | Kurt Asle Arvesen                     | Rory Sutherland                       |
| 2006    | Fabian Cancellara                     | Stuart O'Grady                        | Thomas Ziegler                        |
| 2007    | Kurt Asle Arvesen                     | Enrico Gasparotto                     | Matti Breschel                        |
| 2008    | Jakob Fuglsang                        | Steve Cummings                        | Tom Stamsnijder                       |
| 2009    | Jakob Fuglsang                        | Maurizio Biondo                       | Roger Hammond                         |
| 2010    | Jakob Fuglsang                        | Svein Tuft                            | Matthew Busche                        |
| 2011    | Simon Gerrans                         | Daniele Bennati                       | Michael Mørkøv                        |
| 2012    | Lieuwe Westra                         | Ramūnas Navardauskas                  | Manuele Boaro                         |
| 2013    | Wilco Kelderman                       | Lars Bak                              | Matti Breschel                        |
| 2014    | Michael Valgren                       | Lars Bak                              | Manuele Boaro                         |
| 2015    | Christopher Juul Jensen               | Lars Bak                              | Marco Marcato                         |
| 2016    | Michael Valgren                       | Magnus Cort Nielsen                   | Mads Würtz Schmidt                    |
| 2017    | Mads Pedersen                         | Michael Valgren                       | Casper Pedersen                       |
| 2018    | Wout Van Aert                         | Rasmus Christian Quaade               | Lasse Norman Leth                     |
| 2019    | Niklas Larsen                         | Jonas Vingegaard                      | Rasmus Christian Quaade               |
| 2020    | annullato per la Pandemia di COVID-19 | annullato per la Pandemia di COVID-19 | annullato per la Pandemia di COVID-19 |
| 2021    | Remco Evenepoel                       | Mads Pedersen                         | Mike Teunissen                        |
| 2022    | Christophe Laporte                    | Magnus Sheffield                      | Mattias Skjelmose                     |
| 2023    | Mads Pedersen                         | Mattias Skjelmose                     | Magnus Cort Nielsen                   |
| 2024    | Arnaud De Lie                         | Magnus Cort Nielsen                   | Anders Foldager                       |
| 2025    | Mads Pedersen                         | Jakob Söderqvist                      | Niklas Larsen                         |

## Vittorie per nazione
| Pos. | Nazione                                             | Vittorie |
| ---- | --------------------------------------------------- | -------- |
| 1    | Danimarca                                           | 15       |
| 2    | Belgio                                              | 4        |
| 3    | Italia Paesi Bassi                                  | 3        |
| 5    | Norvegia Australia                                  | 2        |
| 6    | Germania Gran Bretagna Stati Uniti Svizzera Francia | 1        |